# Österreichisch-Deutsche Bodenseeflottille

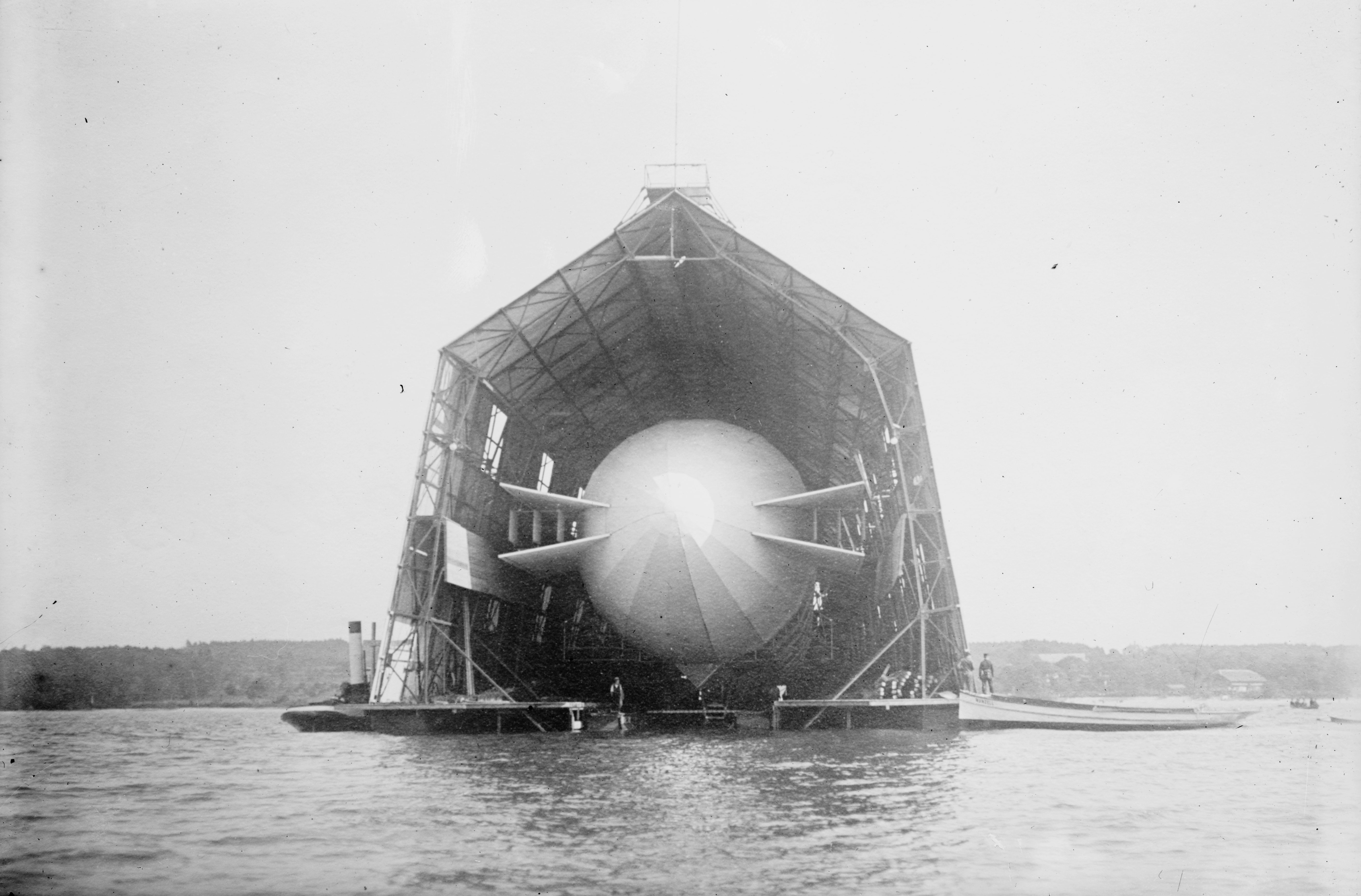
Luftschiffhalle in der Manzeller Bucht

Die Österreichisch-Deutsche Bodenseeflottille war eine zivil-militärische Einrichtung im Ersten Weltkrieg. Sie diente der Sicherung der offenen Südgrenze des Deutschen Kaiserreichs und dem Schutz des Luftschiffbaus am Bodensee.

## Hintergrund
Mit der Schlacht an der Marne, der Ersten Flandernschlacht und der Erstarrung der Ostfront waren die Aussichten auf ein rasches Ende der Kampfhandlungen entschwunden. Vielmehr dehnte der Krieg sich auf die Heimatgebiete aus. Spionage und Sabotage gegen militärische Anlagen, Verkehrseinrichtungen und Rüstungsfabriken sowie propagandistische Druckschriften wurden häufiger. Erfahrungen im Luftkrieg hatte man noch nicht. Nach Angriffen auf die Luftschiffhalle in Düsseldorf und das Wasserstoffgaswerk in Köln-Ehrenfeld flogen englische Flugzeuge am 21. November von Belfort über die (neutrale) Schweiz und den Bodensee einen Angriff auf Friedrichshafen. An der Zeppelin-Luftschiffwerft richteten fünf Bomben nur geringen Schaden an. Nachdem französische Bombenangriffe auf Freiburg schwere Verluste zur Folge hatten, wurde der vernachlässigte Zivilschutz im Westen und Südwesten des Deutschen Reichs ausgebaut. Als eines der vier deutschen Rüstungszentren war Friedrichshafen ein so empfindliches wie lohnendes Angriffsziel. Schon bei der Mobilmachung wurden neueste Ballonabwehrkanonen und Maschinengewehre zum Schutz gegen Luftangriffe vorgesehen.
Im nahen Löwental lag eine Kompanie der Luftschiffer-Ersatz-Abteilung 4. Im dazugehörigen Kriegsluftschiffhafen wurden Heeresluftschiffer ausgebildet.

## Aufstellung

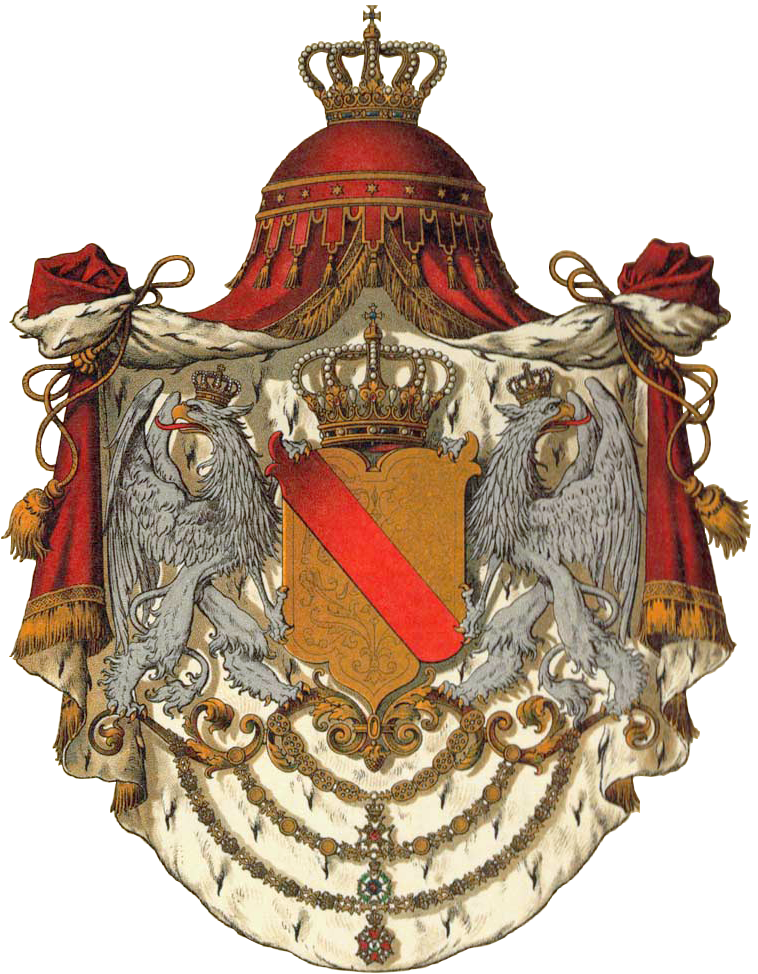
Baden
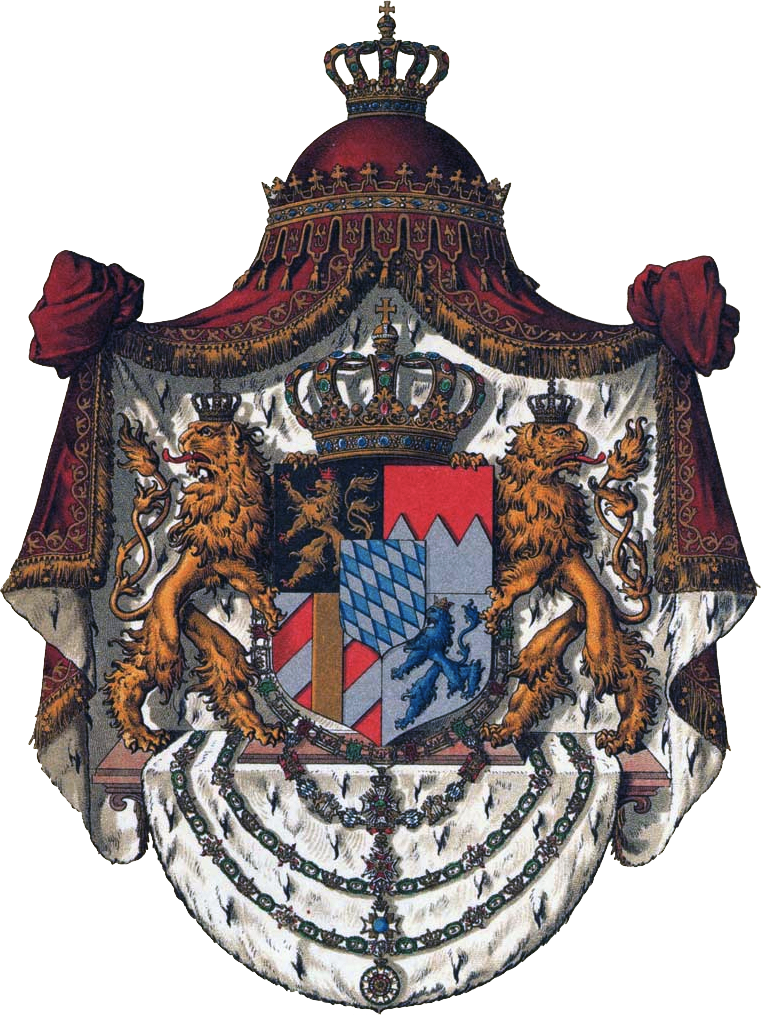
Bayern
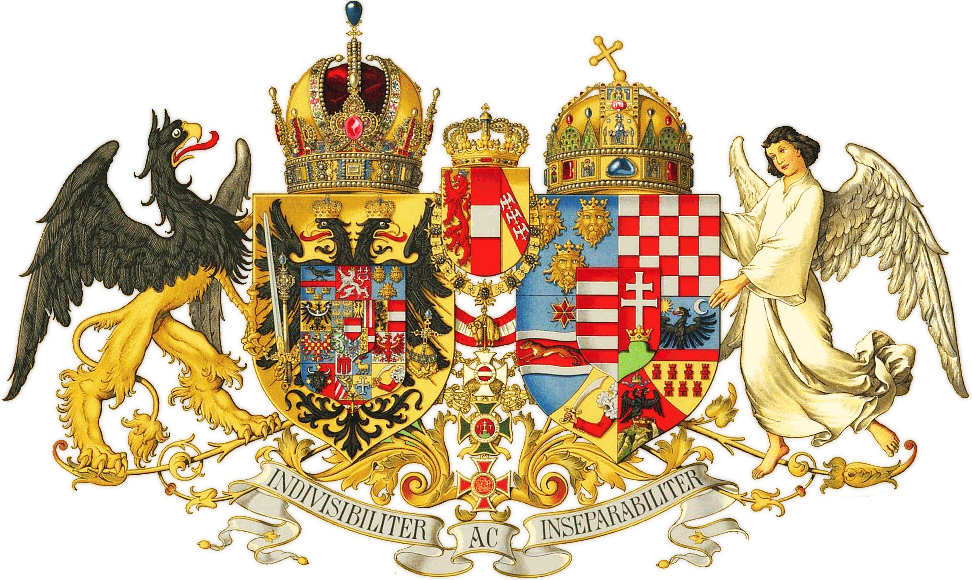
Österreich-Ungarn
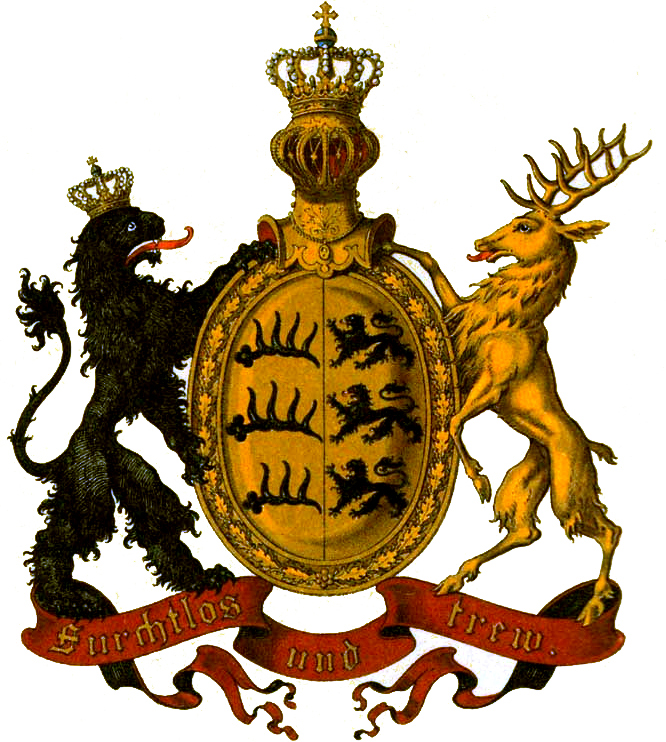
Württemberg

Das Stellvertretende Generalkommando des XIII. (Königlich Württembergisches) Armee-Korps und der Generalstab des Feldheeres erkannten die Gefährdung Friedrichshafens. Das Freiwillige (später Kaiserliche) Motorboot-Korps (FMK, KMK) in Berlin-Charlottenburg bot Fahrzeuge und Bemannung an, um das offene deutsche Bodenseeufer einheitlich und umfassend zu bewachen. Das Königreich Bayern wollte sich nicht beteiligen.
Der Chef des Generalstabs des Feldheeres berief zum 9./10. Dezember 1914 eine Konferenz über Spionageabwehr in Straßburg ein. Bayern, das Königreich Württemberg, das Großherzogtum Baden und das Reichsland Elsass-Lothringen entsendeten Regierungsvertreter. Das der Schweiz benachbarte Bodenseegebiet und das Luftrüstungszentrum Friedrichshafen rückten in den Vordergrund und machten eine Sonderbesprechung notwendig. Gut vorbereitet, bewirkte Württemberg eine rasche Einigung mit Baden und Bayern:
1. Einrichtung einer gemeinsamen Bodenseeflottille
2. Friedrichshafen als Sitz des Flottillenkommandos
3. Hauptmann Karl Frhr. v. Gemmingen-Guttenberg als Kommandeur der Flottille

Erst nach der Konferenz unterrichtet und zur Mitarbeit aufgefordert, stimmte Österreich-Ungarn ohne Bedenken zu. Die Stellvertretenden Generalkommandos des I. Königlich Bayerischen Armee-Korps und des badischen XIV. Armee-Korps verfochten hartnäckig ihre Territorialgewalt; am zähesten widerstrebte die Armee-Abteilung Gaede, die für das Operationsgebiet am Oberrhein, Hochrhein und Untersee (Bodensee) verantwortlich war. Am 30. Dezember 1914 trafen sich Ministerialbeamte des preußischen, bayerischen, württembergischen und k.u.k. Kriegsministeriums, des Generalstabs des Feldheeres, des Stellvertretenden Großen Generalstabs, der Stellvertretenden Generalkommandos des XIII. und XIV. Armee-Korps und der Armee-Abteilung Gaede in Friedrichshafen. Württemberg lehnte den „Küstenschutz Bodensee“ der Armee-Abteilung Gaede strikt ab und wurde am 22. Februar 1915 mit der Oberleitung des Seegrenzschutzes beauftragt. Im Vordergrund stand der Obersee. Der Überlinger See wurde durch die Sperrlinie Staad (Konstanz)–Meersburg abgeriegelt, der Untersee der Armee-Abteilung Gaede überlassen.

### Aufgaben

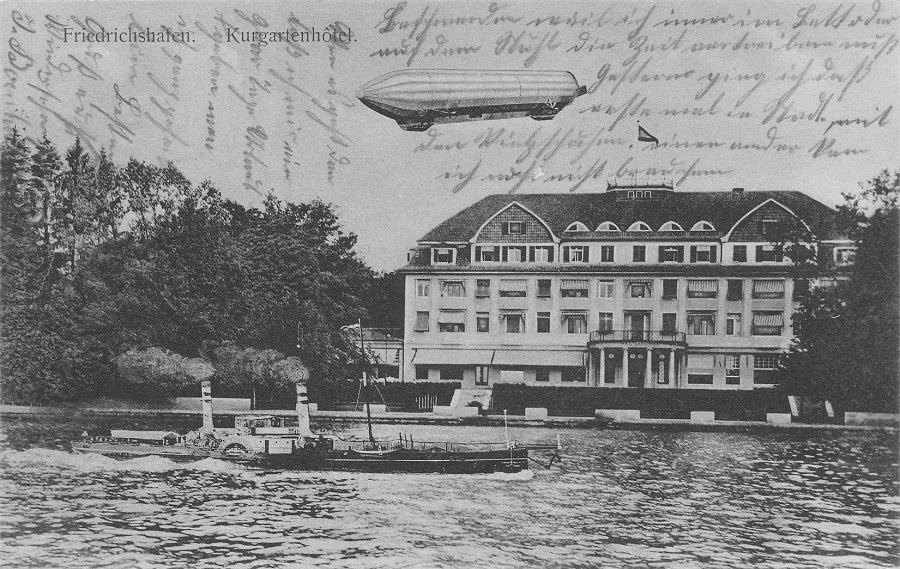
Kurgartenhotel Friedrichshafen

1. Lückenloser und einheitlicher Schutz des deutschen und österreichischen Oberseeufers zur Ergänzung der Grenzwachen an Land
2. Mithilfe bei der Abwehr von Spionage und Sabotage
3. Überwachung des zugelassenen Personen- und Warenverkehrs sowie Unterbindung unerwünschter Kommunikation mit der Schweiz durch Kontrolle aller Wasserfahrzeuge mit Ausnahme der Kursdampfer
4. Mitwirkung mit Feuerwaffen bei der Abwehr von Luftangriffen auf Friedrichshafen und Umgebung

Ohne jedes militärische Zeremoniell stellte Baron Gemmingen, Neffe Max von Zeppelins, die Bodenseeflottille am 8. März 1915 in Dienst. Als Quartier diente das Kurgartenhotel in Friedrichshafen.

### Unterstützung
Die Flottille wurde unterstützt von militärischen Seewachen, die bereits am ersten Mobilmachungstag (2. August 1914) aufgestellt worden waren:
- badisches Seekommando in Konstanz (XIV. AK)
- bayerischer Grenzschutz in Lindau (Bodensee) (I. AK)
- württembergische Seewache in Friedrichshafen (XIII. AK)
- österreichisches Grenzschutzkommando in Bregenz (k.u.k. Landesverteidigungskommandant in Tirol, Innsbruck)

### Ausrüstung
Die meisten der insgesamt 17 Boote mit etwa 90 Mann Personal waren ausgehobene Privatboote, geführt von ihren dienstverpflichteten Eigentümern. Beigegeben waren ihnen Landsturmmänner aus dem Seegebiet. Die Flottille war zunächst nichts anderes als eine lose Zusammenfassung der Seegrenzschutzdienste. Sehr bald zeigte sich, dass sie den Anforderungen nicht gewachsen war. Eine scharfe Bewachung des 137 km langen Nordufers und der 5 km langen Sperrlinie Staad–Meersburg konnte sie nicht leisten. Hingegen hatte das Seekommando in Konstanz mit 65 Mann genügend Personal für eine geregelte Wachablösung vor den 72 badischen Uferkilometern.

### Unterstellung, Gliederung und Bereiche
Unterstellt war das Flottillenkommando der 54. Infanterie-Brigade der 27. Division (2. Königlich Württembergische), der die Flottille natürlich fremd war. Bestimmend war deshalb das Stellvertretende Generalkommando in Stuttgart. Die Stellvertretenden Generalkommandos blieben in militärischen und die Kriegsministerien (für Baden das preußische) in administrativen Angelegenheiten beteiligt. Gemmingen-Guttenberg hatte schon am 22. Dezember Grundzüge für die Errichtung einer Bodensee-Flottille zur Spionageabwehr entworfen. „Allgemeine Verhaltensmaßregeln und Anordnungen“ und „Dienstanweisungen“ für jede der drei deutschen Gruppen erließ er im Mai 1915. Die Gesamtzahl der Tagesbefehle belief sich zuletzt auf 140.
Die drei deutschen Staaten bedienten sich der Hilfe des Freiwilligen Motorboot-Korps, das die Flottille als eigene Formation behandelte. Bei der Gestellung und Abberufung von Booten und Personal hatte der FMK-Kommandeur im fernen Berlin das Sagen. Österreich forderte keine Sonderrechte, hielt aber seine Bregenzer Gruppe in nur loser Verbindung zur Flottille. Trotzdem nahm sie nach Gemmingens Plan Gestalt an. Am 15. April 1915 hatte sie 31 Boote und 124 Mann. An die Stelle der Seewachen traten vier Gruppen:
1. die preußisch-badische Gruppe in Konstanz mit einer Untergruppe in Meersburg,
2. die württembergische in Friedrichshafen mit einer Untergruppe in Langenargen,
3. die bayerische in Lindau und
4. die österreichische in Bregenz.

Die drei leistungsschwachen Boote in Bregenz konnten wegen des österreichischen Schwerbenzins nicht mit deutschen Booten verstärkt werden. Deshalb beschränkte sich ihr Bereich auf die Bregenzer und die Fußacher Bucht zwischen den Mündungen der Leiblach und der Bregenzer Ach. Die Linie Rohrspitz–Rheinspitz wurde vernachlässigt, weil hinter ihr undurchdringlicher Sumpf lag.

### Beflaggung und Uniformen

Reichsdienstflagge

Handelsflagge Österreich-Ungarns

28 der 31 Boote führten die Reichsdienstflagge, die drei Bregenzer Boote die österreichische Handelsflagge.
Die FMK-Mitglieder trugen die vorgeschriebenen blauen Klubanzüge und schwarz-weiß-rote Armbinden mit dem Reichsadler, blaue oder weiße Schirmmützen mit deutscher Kokarde, Klubabzeichen und Gamaschen. Das Korps stellte auch Maschinisten im Unteroffiziersrang und Matrosen als Mannschaften. Zu den Dienstanzügen und Rangabzeichen des Klubs trugen auch sie schwarz-weiß-rote Armbinden. Die Österreicher trugen ihre Felduniform.
Jedes Boot führte zwei Gewehre 88. Den Bootsführern und den Mannschaften waren Seitengewehre zugestanden. Im Dienst durften sie Pistolen tragen. Nachdem Italien am 28. April 1915 auf Seite der Entente in den Krieg eingetreten war, wurde Friedrichshafen am 28. April und am 27. Juni von je einem Flugzeug angegriffen. Die Bombenschäden waren gering, die Wehrlosigkeit der Flottille aber überdeutlich. Bei Luftangriffen blieb sie in den Häfen. Für nächtliche Einsätze fehlten Scheinwerfer. Leuchtgranaten und Leuchtspurmunition richteten nichts aus; im Juni 1915 drang Gemmingen aber mit der Forderung nach Maschinengewehren für die vier Boote in Friedrichshafen durch. Bedient wurden sie von MG-Scharfschützen, später von dafür ausgebildeten Landsturm-Matrosen.
„Boote und Besatzungen wechselten so häufig, daß die Flottille bald einem Taubenschlag glich.“ Das ortsgebundene Begleitpersonal musste sich auf die Boote einstellen. Der eintönige Wachdienst (nicht Kriegsdienst) trieb die Jüngeren an die Kriegsfronten, besonders zu den Korps-Flottillen auf der Weichsel, der Donau, den Dardanellen und in Flandern. Die Uniformvorschriften wurden ständig geändert und brachten so viel Buntheit wie Unruhe in die Flottille. Im Offiziersrang stehende Angehörige des Kaiserlich gewordenen FMK ließen sich in ihrem Geltungsbedürfnis Phantasieuniformen fertigen, ohne Offizier zu sein. Die einheimischen Landsturmmänner erwiesen sich als ungeschickt und unzuverlässig. Viele litten unter der Seekrankheit oder nahmen zu viel Rücksicht auf Freunde und Verwandte an Land. Deshalb wurden sie im August 1915 durch ungediente Marine-Landsturmleute aus Norddeutschland ersetzt. Sie wurden kurz in Infanterie ausgebildet, entgegen Gemmingens Wunsch in Heeresuniformen gesteckt und auf die bayerischen und württembergischen Boote verteilt. Die badische Gruppe hielt an ihren Landsturmmännern fest.
Die Motoren der meisten Boote waren den Belastungen nicht gewachsen. Ersatzteile ließen sich kaum noch beschaffen, Fachkräfte fehlten. Erst im März 1916 erhielt die Flottille eine Reparaturwerkstatt in der Waffenmeisterei der Luftschiffer-Kompanie in Löwental.

### Krise
Das Kriegsjahr 1916 und besonders die Folgen der Schlacht um Verdun führten die Bodenseeflottille in einen schleichenden Verfall. Der Befehlshaber des FMK musste neun der besten Boote samt Besatzungen abziehen. Ersatz blieb aus. Die kv (kriegsverwendungsfähig) gemusterten Angehörigen des FMK und des Marine-Landsturms wurden versetzt. Die Zurückgebliebenen und Neuankömmlinge waren nur noch gvH (garnisonsverwendungsfähig in der Heimat) oder av (arbeitsverwendungsfähig). Noch mehr Dienstausfälle waren die Folge. Immer mehr Boote mussten Unteroffizieren und Mannschaften anvertraut werden, denen es im Wach- und Innendienst an der nötigen Autorität fehlte. Die anfänglich 17 Maschinisten des FMK verschwanden; die als Ersatz geschickten 20 Matrosen der Kaiserlichen Marine waren überfordert. Die sinkende Qualität des Kraftstoffs ließ die Bootsmotoren versagen. Die Disziplin verfiel. Als Ausweg wurde im Sommer 1916 die Umwandlung des FMK in eine Heeresformation erörtert, aber nicht beschlossen. Die Ende 1916 erwogene Auflösung der Flottille blieb aus, weil die Übernahme ihrer Aufgaben an Land weder einfacher noch billiger geworden wäre. Das Stellvertretende Generalkommando in Karlsruhe sah den Seewachdienst als einfache Grenzschutzaufgabe für Unteroffiziere und Gefreite und beantragte den Verzicht auf FMK-Mitglieder. Das Preußische und das Württembergische Kriegsministerium stimmten im Februar 1917 zu, ließen aber unklar, wie die Boote des FMK ersetzt werden sollten. Gemmingen trat deshalb dafür ein, den gesamten Seegrenzschutz der Kaiserlichen Marine und ihren Barkassen zu übertragen. Aus Rücksicht auf die neutrale Schweiz und aus Mangel an Fahrzeugen und Mannschaften lehnten das Reichsmarineamt und das Preußische Kriegsministerium den Vorschlag ab.
Als 1917 die Kriegslage an allen Fronten und zur See äußerst angespannt war, erinnerte der Generalstab des Feldheeres sich der ÖDBOF, wie sie seit dem Frühjahr 1917 hieß. Er verlangte, „den Schmuggel von Flugschriften und Geld über die Schweizer Grenze am Bodensee zur Hervorrufung einer revolutionären Bewegung in Deutschland unbedingt zu verhindern und nötigenfalls den Grenzschutz zu verstärken“. Trotzdem zogen sich die Verhandlungen über eine Neuorganisation der Flottille lange hin. Bootsführer gab es kaum noch. Maschinisten, Matrosen und Scheinwerfer fehlten. Ein Marinematrose desertierte im Februar 1917.
Auf bayerische Anregung trafen sich die drei Stellvertretenden Generalkommandos am 3. November 1917 in Lindau. Sie stellten fest, dass das Kaiserliche Motorboot-Korps versagt und die missliche Lage zu verantworten habe. Seine weitere Beteiligung war nicht erwünscht. Unterstützt von Württemberg, scheiterte Bayern mit dem Vorschlag, die Flottille zur rein militärischen Formation unter württembergischem Kommando umzugestalten. Wie 1914 und 1915 beharrte Karlsruhe auf seiner Territorialhoheit. Zum Schluss einer weiteren Konferenz am 25./26. Januar 1918 in Friedrichshafen erschienen auch österreichische Vertreter. Nach einigen Zugeständnissen in der Zentralisierung gab Baden nach.

## Neuorganisation als Heeresformation
Ohne die geringste Unterbrechung übernahm der neue Seewachdienst am 1. April 1918 den Dienst. Die letzten Boote und Angehörigen des KMK schieden aus. Ersetzt wurden sie durch heereseigene Fahrzeuge und Heeres- und Marinesoldaten. Alle trugen die feldgraue Heeresuniform mit den Landeskokarden; denn Baden hatte auf der Kontingentierung bestanden. Als immobile Kraftfahrtruppe unterstand der deutsche Flottillenteil dem Stellvertretenden Generalkommando des XIII. Armee-Korps. Das Flottillenkommando erhielt die Disziplinarstrafgewalt und die niedere Gerichtsbarkeit. Sitz blieb Friedrichshafen. Neuer Kommandeur war seit dem 15. März 1918 Max Frhr. v. Gemmingen-Guttenberg, promovierter Oberstleutnant und jüngerer Bruder Karl v. Gemmingens.
Es dauerte Monate, bis die Flottille den Tiefstand von 18 deutschen und 3 österreichischen Booten überwinden konnte. Das vereinbarte Soll von 33 + 5 wurde nie erreicht. Die von nordwestdeutschen Werften gelieferten Fahrzeuge waren schlecht konstruiert und mit „Kriegsmaterial“ mangelhaft gebaut worden. Die für die Flottille eingerichtete Minn’sche Werft in Reutenen konnte die massenhaften Ausfälle kaum bewältigen. Der Benzol-Betrieb, fehlende Ersatzteile und die Scheinwerfer beeinträchtigten die Einsatzfähigkeit. Mit bestenfalls gvH-gemusterten Soldaten und Matrosen ließ sich der auf 268 + 26 Mann vergrößerte Personalstand einigermaßen halten. Kein kleines Problem war auch der Ersatz der zerfetzten, ausgeblichenen und verlorenen Flaggen. Nach dem Ausscheiden des KMK war unklar, ob die Boote weiterhin die Reichsdienstflagge oder – als nun rein militärische Formation – die Reichskriegsflagge führen sollten. Da sie keine Kriegsschiffe, sondern Grenzschutzboote waren, blieb es bei der Reichsdienstflagge.
Bei diesen schwierigen Verhältnissen war es erstaunlich, dass Österreich die Bregenzer Gruppe vereinbarungsgemäß dem deutschen Flottillenkommando am 26. Juli 1918 unterstellte. Durch ein deutsches Boot verstärkt, bewachte sie schon seit Anfang Mai die Strecke Nonnenhorn–Rheinspitz. Franz Conrad von Hötzendorf und Joseph August von Österreich hielten für die 26 Österreicher wie Baden an der Kontingentierung fest. Das Stellvertretende Generalkommando des I. Bayerischen Armee-Korps sorgte für die Ablösung nichtbayerischer Soldaten in der Lindauer Gruppe.

## Wirkung
Von den vier in Straßburg beschlossenen Aufgaben hatte sich die vierte – die Luftabwehr – erledigt. Die anderen drei hatten an Bedeutung gewonnen. Ihre strikte Erfüllung hatten der Große Generalstab am 8. Juni 1917 und der Stellvertretende Generalstab der Armee am 20. September 1918 und noch am 4. November 1918 angemahnt. Auf schweizerischem Territorium hatten die Feindmächte Spionagezentralen eingerichtet. Flugschriften und Flugzettel wurden vor allem über den Bodensee ins Reich und nach Österreich eingeschleust. Sie zu Lande und zu Wasser abzufangen, gelang dem schweizerischen Grenzschutz wohl häufiger als der Flottille und dem Landgrenzschutz. Sie griffen gelegentlich (meist russische) Kriegsgefangene auf, die auf Flößen in die Schweiz entkommen wollten.
Seit dem Westfälischen Frieden und dem Ausscheiden der Alten Eidgenossenschaft aus dem Heiligen Römischen Reich sind die Landesgrenzen im Bodensee unklar. Trotzdem spielten Hoheitsgewässer im Bodensee für den Flottillendienst keine große Rolle.

## Ende
Als Deutschlands Niederlage im Hochsommer 1918 nicht mehr aufzuhalten war, potenzierten sich die Probleme der Flottille. Mangel an Kraftstoff, Ersatz und Verpflegung erschwerten den Dienst, die Disziplin verfiel. Der Zusammenbruch Österreich-Ungarns zwang den Stellvertretenden Generalstab der Armee, die Bodenseeflottille in neue Überlegungen einzubeziehen. Die Gruppe Lindau musste die österreichische Strecke Nonnenhorn-Rheinspitz übernehmen. Da der Vormarsch Italiens in Tirol drohte, wurde eine Verstärkung der ÖDBOF im Rahmen einer „Südarmee“ erwogen.

### Unruhe
Auch innenpolitisch wurde es am Bodensee stürmisch. Schon Mitte 1916 waren für Friedrichshafen vorbereitende Maßnahmen zur „Unterdrückung innerer Unruhen“ angeordnet und im März 1917 verschärft worden. Die große Streikbewegung im Januar 1918 ging vorüber; aber im Sommer 1918 eskalierte der Unmut. 8000 Friedrichshafenern standen 10.000 Rüstungsarbeiter aus ganz Deutschland gegenüber. Sie wurden besser versorgt als die Zivilbevölkerung, waren aber in Massenquartieren untergebracht und mussten Enormes leisten. Das Niveau des Lebensunterhalts sank allenthalben. Hunger, Unzufriedenheit und Unruhe wuchsen. Die USPD gewann immer mehr Anhänger. Als technische Fachkräfte in die Rüstungsbetriebe abkommandiert und in genauer Kenntnis der militärischen und politischen Lage, wandten sich die vielen Soldaten und Matrosen marxistischen Ideen zu. Ende September 1918 erzwangen sie die einmonatige Schließung des Restaurants vom Kurgartenhotel, dem Sitz des Flottillenkommandos. Angeblich wurden ernährungswirtschaftliche Vorschriften missachtet und Offiziere bevorzugt behandelt. Die offene Auflehnung – mit nur geringen Ausschreitungen – begann am 22. Oktober 1918. 300 Arbeiter von Maybach-Motorenbau demonstrierten vor dem Rathaus und der Wohnung des Stadtschultheißen gegen den Krieg, für den Frieden und die Republik. Es waren die ersten Vorboten der Novemberrevolution. Eine neuerliche Demonstration zwei Tage später verlief ebenfalls fast ruhig; aber am 26. Oktober folgte ein eintägiger Streik. 4000 bis 5000 Arbeiter forderten die Abdankung des Kaisers. Alfred Colsman, der Generaldirektor des Zeppelin-Konzerns, verhinderte Schlimmeres. Mit Maßnahmen des Stuttgarter Innenministeriums blieb es bis zum 4. November eher ruhig. Die vom Kieler Matrosenaufstand ausgehende Welle der Radikalisierung erreichte auch den tiefsten Süden. Am 5. November wählten die Rüstungswerke in Friedrichshafen einen Arbeiterrat und gleichzeitig, als Revolutionsorgan der abkommandierten Soldaten und Matrosen, einen Soldatenrat. Sein Vollzugsausschuss stellte der Stuttgarter Regierung ein massives Ultimatum. Mit der Verhaftung von zwei hinreisenden Spartakisten und fünf Mitgliedern des Vollzugsausschusses erreichte sie einen kurzen Aufschub. Während in Kiel, Braunschweig, München, Stuttgart und Berlin die großen revolutionären Entscheidungen fielen, brauchte in Friedrichshafen Polizei oder Militär nicht eingesetzt zu werden. Der Umsturz wurde am 11. November 1918 nur nachvollzogen.

### Auflösung
Der übrig gebliebene deutsche Teil der Flottille hieß seit dem 7. November Deutsche Bodenseeflottille, abgekürzt BOF. Trotz der ungeheuren Spannung und beginnenden Verwirrung leistete sie ihren Dienst. Sogar im Unruhezentrum Friedrichshafen hielten die Mannschaften durch. Als der Waffenstillstand von Compiègne in Kraft trat, erklärten die Gruppen Lindau und Konstanz unter dem Druck der Soldatenräte ihre Lösung vom Flottillenkommando. Ein allgemeiner Erlass aus dem Stuttgarter Kriegsministerium veranlasste den Kommandeur, den Dienst der verbliebenen württembergischen Gruppe und seines Stabes sofort einzustellen und den Großteil des Personals zu beurlauben. Der Garnison-Soldatenrat schickte die meisten der übrig gebliebenen Soldaten nach Hause. Die Demobilisierung wurde ordnungsgemäß eingeleitet. Max von Gemmingen wurde am 29. November in aller Form entlassen, sein Adjutant Prinz Alexander zu Hohenlohe-Langenburg versetzt. Auch die Mannschaften aller drei deutschen Gruppen waren bis Ende November entlassen. Die Abwicklungsstelle in Friedrichshafen war mit einem Unterzahlmeister und einem Vizefeldwebel besetzt und beendete ihre Geschäfte am 19. Januar 1919. Die Boote wurden der Kraftwagen-Verwertungsstelle in Untertürkheim, die Akten der Stellvertretenden 54. Infanterie-Brigade in Ulm übergeben. Das Kassenhauptbuch endete am 22. Dezember 1919.

## Nachwirkung
Die Erinnerung an die in vieler Hinsicht einmalige Bodenseeflottille verblasste schnell. Kein Gedenkstein erinnert an sie. Der Beitrag von Friedrich Facius, Grundlage dieses Artikels, ist die einzige geschichtswissenschaftliche Quelle. Facius stützte sich auf Akten und Unterlagen im Staatsarchiv Ludwigsburg und im Hauptstaatsarchiv Stuttgart.